# Rupert Crosse
Rupert Crosse (* 29. November 1927 in New York City; † 5. März 1973 auf Nevis) war ein US-amerikanischer Filmschauspieler.

## Leben
Der Afroamerikaner Crosse studierte Schauspiel unter John Cassavetes und spielte auch in zwei von dessen frühen Filmen. Ab Ende der 1950er-Jahre wurde Crosse als Gastdarsteller in Fernsehserien gebucht, darunter 1966 in Daktari und 1970 in Bonanza. 1964 spielte er in Alfred Hitchcocks Thriller Marnie eine kleinere Nebenrolle. Erst allmählich wuchsen sein Bekanntheitsgrad und damit seine Rollen.
Seinen erfolgreichsten Auftritt hatte Crosse in der 1969 produzierten Südstaaten-Komödie Der Gauner (Originaltitel The Reivers), für seine Darstellung des gutherzigen Ned an der Seite von Steve McQueen erhielt er 1970 eine Oscar-Nominierung in der Kategorie Bester Nebendarsteller. Er war hierdurch der erste afroamerikanische Schauspieler, der in der Oscar-Kategorie Bester Nebendarsteller jemals nominiert wurde. 1971 wurde Crosse als ein Hauptdarsteller der Fernsehserie The Partners verpflichtet, die jedoch wegen mangelndem Erfolges nach bereits einer Staffel eingestellt wurde. Die Krimi-Sitcom wurde in Deutschland unter dem Namen Die Zwei von der Dienststelle ausgestrahlt und zeigte ihn und Don Adams als ein Paar vertrottelter Polizisten.
Der Schauspieler heiratete 1970 Chris Calloway, die Tochter des Sängers Cab Calloway. Crosse war ein guter Freund von Jack Nicholson, an dessen Seite er in Hal Ashbys Film Das letzte Kommando (1973) die Rolle des Mule übernehmen sollte. Kurz vor Beginn der Dreharbeiten erhielt Crosse allerdings die Diagnose, unheilbar an Krebs erkrankt zu sein, und Otis Young spielte stattdessen die Rolle. Im März 1973 starb Crosse mit 45 Jahren auf der Insel Nevis an seiner Krebserkrankung.

## Filmografie (Auswahl)
- 1959: Schatten (Shadows)
- 1961: Tausend Meilen Staub (Rawhide; Fernsehserie, Folge Incident of the Buffalo Soldier)
- 1961: Too Late Blues
- 1963: The Alfred Hitchcock Hour (Fernsehserie, Folge Diagnosis: Danger)
- 1963: Rufmord (Twilight of Honor)
- 1964: Marnie
- 1964: Der Kandidat (The Best Man)
- 1964/1966: Solo für O.N.K.E.L. (The Man from U.N.C.L.E.; Fernsehserie, 2 Folgen)
- 1966: Daktari (Fernsehserie, Folge The Test)
- 1966: Ritt im Wirbelwind (Ride in the Whirlwind)
- 1967: Wasserloch Nr. 3 (Waterhole #3)
- 1969: Der Gauner (The Reivers)
- 1970: Bonanza (Fernsehserie, Folge The Power of Life and Death)
- 1971–1972: Die Zwei von der Dienststelle (The Partners; Fernsehserie, 20 Folgen)
- 1972: Kobra, übernehmen Sie (Mission: Impossible; Fernsehserie, Folge Kidnap)